# Rakitje (jezera)
Jezera Rakitje je skupina četiri umjetnih jezera u Hrvatskoj. Nalazi se u Zagrebačkoj županiji, u blizini naselja Rakitje (po kojem je dobila ime) i Ježdovec. Sva jezera imaju površinu od 220 hektara. Najveće jezero je Finzula, ostala tri jezera su Votok, Nadolez i Juš. Jezera su poznata kao mjesto za ribolov; ovdje žive šarani, amuri, štuke, smuđi i somovi.